# راينمار فون هاجناو
راينمار فون هاجناو (بالألمانية: Reinmar der Alte) هو أديب ألماني ولد في منتصف القرن الثاني عشر ومات قبل 1210. كان راينمار في الأغلب أحد أتباع أسرة فون هاجناو (في منطقة الألزاس). وقد ألف شعراً للغزل يمثل قمة ازدهار شعر الغزل في الأدب الألماني في العصر الوسيط. وكان يدافع عن مفهومه التقليدي للغزل الرفيع (حب سيدة من البلاط) ضد المفهوم الجديد الذي أتى به تلميذه فالتر فون دير فوجلفايده (حب فتيات من الطبقة الدنيا).

## روابط خارجية
- راينمار فون هاجناو على موقع الموسوعة البريطانية (الإنجليزية)
- راينمار فون هاجناو على موقع ميوزك برينز (الإنجليزية)
- راينمار فون هاجناو على موقع ديسكوغز (الإنجليزية)